# 若杉拓弥
若杉 拓弥（わかすぎ たくや、1984年11月30日- ）は、日本の公認会計士、税理士、行政書士、実業家。若杉公認会計士事務所代表、株式会社アカウティングプロ代表取締役を務める。

## 来歴
1984年生まれ。慶應義塾大学の付属高等学校ではボクシング部に所属し、部活に打ち込む。高校3年生の時に簿記の勉強を始める。慶應義塾大学商学部入学。大学3年生の時に当時全国最年少学年で公認会計士試験に合格する。

2006年、若杉公認会計士事務所を開業。2007年、同大学を卒業後、公認会計士資格スクールの講師として就職。6年ほど勤務したあとで独立を決めた。

2017年、株式会社アカウティングプロ設立。日本全国の中小企業の経営支援を展開し、新規事業立案、資金繰改善、管理会計導入といった経営コンサルティング業務に携わる。補助金業務や認定支援機関業務などの付加価値支援業務を積極的に行う。

日本全国約400事務所が加盟する勉強会「経営革新先駆会」を主催。

2021年、株式会社kasoku設立。

2022年、株式会社アカウティングプロ会長就任。

## 人物
実家は医院を経営するが、自身が医者になれなかった悔しさもあり、決算書をもとに診断を行う「会社の医者」として会計士の活動を行うことに喜びを感じている。二児の父。

## 著作
- 『利益を劇的にアップさせる！　90日で組織が変わる経営企画の教科書』あさ出版 2023年 ISBN 978-4866676388